# Fellipe Jack
Fellipe Jack Ozilio Moreira Pacheco, noto semplicemente come Fellipe Jack (San Paolo, 12 gennaio 2006) è un calciatore brasiliano con cittadinanza italiana, difensore del Como e della nazionale under-19 italiana.

## Caratteristiche tecniche
Mancino naturale, dotato di un fisico possente, ha dimostrato un'ottima abilità nella lettura di gioco. Difensore centrale capace di giocare sia in una difesa a quattro che in una a tre come "braccetto", ha dimostrato una certa competenza nell’impostare il gioco e sicurezza nel costruire l'azione, nell'abilità nel gioco aereo e nel cercare l’anticipo. Cesc Fàbregas ha affermato che Fellipe potrebbe giocare anche terzino sinistro.

## Carriera

### Club

#### Giovanili
Entrato nel settore giovanile del Palmeiras all'età di dieci anni, dopo aver iniziato a muovere i primi passi nel mondo del futsal al Vila Santista, passando poi a giocare a calcio nel Portuguesa; con i Verdão di San Paolo vinse due campionati brasiliani U-17 e due Copa do Brasil U-17 consecutivi. Messosi in risalto con questi successi, in una squadra in cui erano presenti giocatori come Endrick, Luis Guilherme, Estevão e Vitor Reis, dopo aver firmato il primo contratto da professionista nel 2022, Il 1° febbraio 2024 passa in prestito secco fino al termine della stagione al Como, disputando 14 partite nel Campionato Primavera 2 e segnando un gol. Nel maggio 2025, dopo essere stato per quasi tutta la parte finale di stagione impiegato in prima squadra, viene chiamato ad aiutare la massima formazione giovanile del Como nei playoff promozione per il Campionato Primavera 1, dove nella semifinale di andata contro il Pescara segna una doppietta, che aiuterà i lariani a vincer l'incontro per 5-1.

#### Como
Dopo aver prolungato il prestito del giocatore fino a giugno 2025, inserendo una clausola per l'acquisto definitivo opzionale fissata a 2 milioni di euro, il Como promuove in prima squadra Fellipe, che continua però a venir reso disponibile per la squadra Primavera. Il tecnico dei lariani Fàbregas lo fa esordire nel calcio professionistico il 24 novembre 2024 nella sconfitta casalinga contro la Fiorentina, facendolo subentrare al minuto 78 al posto di Federico Barba. A causa di alcuni infortuni occorsi tra gli uomini del reparto difensivo lariano, dalle prime settimane del 2025 Fellipe comincia a subentrare a partita in corso regolarmente. L'8 marzo 2025 gioca la sua prima partita da titolare nel pareggio 1-1 contro il Venezia, venendo sostituito all'intervallo da Alberto Dossena. Secondo i media brasiliani, nel suo primo anno in Italia Jack avrebbe aumentato la propria massa muscolare di dieci chilogrammi. Il 20 giugno 2025 viene ufficialmente riscattato dal Como, firmando un contratto valevole fino a giugno 2028.

### Nazionale

#### Brasile
In possesso del doppio passaporto brasiliano e italiano (quest'ultimo per discendenza), Fellipe Jack ha giocato due partite con la nazionale Under-17 brasiliana, dopo essere stato convocato ad aprile 2022 dal selezionatore Phelipe Leal per il Torneo di Montaigu, svoltosi in Francia. Debuttò giocando ottanta minuti nella partita terminata 4-0 per i verde-oro contro i pari età del Messico il 12 aprile, mettendo poi a referto un'ulteriore presenza quattro giorni dopo entrando nei minuti finali della vittoria per 0-3 contro la nazionale inglese. Si laurea campione del torneo con selezione verdeoro.

#### Italia
Il 21 febbraio 2025 accetta la convocazione di Alberto Bollini per uno stage di allenamenti con la nazionale italiana u-19. Il 6 marzo successivo, l'allenatore lo conferma per un ulteriore stage da svolgersi il 10 e 11 marzo, per poi convocarlo ufficialmente nella squadra che affronterà le partite di qualificazione per l'europeo Under-19 contro Lettonia, Spagna e Francia. Esordisce da titolare il 22 marzo contro nella partita pareggiata 2-2 contro gli iberici allo Stadio Nicola Ceravolo di Catanzaro. Rimanendo in campo per tutta la partita, causa il rigore che permette agli avversari di poter pareggiare all'87° minuto.

## Statistiche

### Presenze e reti nei club
Statistiche aggiornate al 21 giugno 2025
| Stagione        | Squadra         | Campionato      | Campionato | Campionato | Coppe nazionali | Coppe nazionali | Coppe nazionali | Coppe continentali | Coppe continentali | Coppe continentali | Altre coppe | Altre coppe | Altre coppe | Totale | Totale | Totale |
| Stagione        | Squadra         | Comp            | Pres       | Reti       | Comp            | Pres            | Reti            | Comp               | Pres               | Reti               | Comp        | Pres        | Reti        | Pres   | Reti   |        |
| --------------- | --------------- | --------------- | ---------- | ---------- | --------------- | --------------- | --------------- | ------------------ | ------------------ | ------------------ | ----------- | ----------- | ----------- | ------ | ------ | ------ |
| 2024-2025       | Como            | A               | 7          | 0          | CI              | 0               | 0               | -                  | -                  | -                  | -           | -           | -           | 7      | 0      |        |
| Totale carriera | Totale carriera | Totale carriera | 7          | 0          |                 | 0               | 0               |                    | -                  | -                  |             | -           | -           | 7      | 0      |        |

### Presenze e reti in nazionale
Statistiche aggiornate al 21 giugno 2025

#### Italia
| Cronologia completa delle presenze e delle reti in nazionale ― Italia under 19 | Cronologia completa delle presenze e delle reti in nazionale ― Italia under 19 | Cronologia completa delle presenze e delle reti in nazionale ― Italia under 19 | Cronologia completa delle presenze e delle reti in nazionale ― Italia under 19 | Cronologia completa delle presenze e delle reti in nazionale ― Italia under 19 | Cronologia completa delle presenze e delle reti in nazionale ― Italia under 19 | Cronologia completa delle presenze e delle reti in nazionale ― Italia under 19 | Cronologia completa delle presenze e delle reti in nazionale ― Italia under 19 |
| Data                                                                           | Città                                                                          | In casa                                                                        | Risultato                                                                      | Ospiti                                                                         | Competizione                                                                   | Reti                                                                           | Note                                                                           |
| ------------------------------------------------------------------------------ | ------------------------------------------------------------------------------ | ------------------------------------------------------------------------------ | ------------------------------------------------------------------------------ | ------------------------------------------------------------------------------ | ------------------------------------------------------------------------------ | ------------------------------------------------------------------------------ | ------------------------------------------------------------------------------ |
| 22-3-2025                                                                      | Catanzaro                                                                      | Italia under 19                                                                | 2 – 2                                                                          | Spagna under 19                                                                | Qual. Europeo Under-19 2025                                                    | -                                                                              |                                                                                |
| Totale                                                                         |                                                                                | Presenze                                                                       | 1                                                                              |                                                                                | Reti                                                                           | 0                                                                              |                                                                                |

#### Brasile
| Cronologia completa delle presenze e delle reti in nazionale ― Brasile under 17 | Cronologia completa delle presenze e delle reti in nazionale ― Brasile under 17 | Cronologia completa delle presenze e delle reti in nazionale ― Brasile under 17 | Cronologia completa delle presenze e delle reti in nazionale ― Brasile under 17 | Cronologia completa delle presenze e delle reti in nazionale ― Brasile under 17 | Cronologia completa delle presenze e delle reti in nazionale ― Brasile under 17 | Cronologia completa delle presenze e delle reti in nazionale ― Brasile under 17 | Cronologia completa delle presenze e delle reti in nazionale ― Brasile under 17 |
| Data                                                                            | Città                                                                           | In casa                                                                         | Risultato                                                                       | Ospiti                                                                          | Competizione                                                                    | Reti                                                                            | Note                                                                            |
| ------------------------------------------------------------------------------- | ------------------------------------------------------------------------------- | ------------------------------------------------------------------------------- | ------------------------------------------------------------------------------- | ------------------------------------------------------------------------------- | ------------------------------------------------------------------------------- | ------------------------------------------------------------------------------- | ------------------------------------------------------------------------------- |
| 12-4-2022                                                                       | Montaigu                                                                        | Brasile under 17                                                                | 4 – 0                                                                           | Messico under 17                                                                | Torneo di Montaigu                                                              | -                                                                               | 46’                                                                             |
| 16-4-2022                                                                       | Montaigu                                                                        | Inghilterra under 17                                                            | 0 – 3                                                                           | Brasile under 17                                                                | Torneo di Montaigu                                                              | -                                                                               | 80’                                                                             |
| Totale                                                                          |                                                                                 | Presenze                                                                        | 2                                                                               |                                                                                 | Reti                                                                            | 0                                                                               |                                                                                 |